# Olympische Sommerspiele 2012/Teilnehmer (Peru)
| Gelbes Symbol für Goldmedaillen mit stilisierten Olympischen Ringen | Graues Symbol für Silbermedaillen mit stilisierten Olympischen Ringen | Braundes Symbol für Bronzemedaillen mit stilisierten Olympischen Ringen |
| ------------------------------------------------------------------- | --------------------------------------------------------------------- | ----------------------------------------------------------------------- |
| —                                                                   | —                                                                     | —                                                                       |

Peru nahm in London an den Olympischen Spielen 2012 teil. Es war die insgesamt 18. Teilnahme an Olympischen Sommerspielen. Das Comité Olímpico Peruano nominierte 15 Athleten in neun Sportarten.
Fahnenträgerin bei der Eröffnungsfeier war die Marathonläuferin Gladys Tejeda.

## Teilnehmer nach Sportarten

### Badminton
| Frauen          |        |                |                                    |   |   |               |               |               |               |               |               |    |
| Claudia Rivero  | Einzel | Li X. C. Marín | 0:2 (5:21, 6:21) 0:2 (17:21, 7:21) | 0 | 3 | ausgeschieden | ausgeschieden | ausgeschieden | ausgeschieden | ausgeschieden | ausgeschieden | 33 |
| Männer          |        |                |                                    |   |   |               |               |               |               |               |               |    |
| Rodrigo Pacheco | Einzel | Lee H.         | 0:2 (12:21, 7:21)                  | 0 | 2 | ausgeschieden | ausgeschieden | ausgeschieden | ausgeschieden | ausgeschieden | ausgeschieden | 17 |

### Gewichtheben
| Athleten            | Wettbewerb       | Reißen  | Reißen | Stoßen  | Stoßen | Zweikampf | Zweikampf | Rang |
| Athleten            | Wettbewerb       | Gewicht | Rang   | Gewicht | Rang   | Gewicht   | Rang      | Rang |
| ------------------- | ---------------- | ------- | ------ | ------- | ------ | --------- | --------- | ---- |
| Frauen              |                  |         |        |         |        |           |           |      |
| Silvana Saldarriaga | Klasse bis 58 kg | 75 kg   |        | 97 kg   |        | 172 kg    | 10        | 10   |

### Judo
| Athleten      | Wettbewerb       | 1. Runde Round of 64 | 1. Runde Round of 64 | 2. Runde Round of 32 | 2. Runde Round of 32 | Achtelfinale Round of 16 | Achtelfinale Round of 16 | Viertelfinale Quarter Final | Viertelfinale Quarter Final | Hoffnungsrunde Halbfinale Repechage | Hoffnungsrunde Halbfinale Repechage | Halbfinale    | Halbfinale    | Hoffnungsrunde Finale Bronze Medal | Hoffnungsrunde Finale Bronze Medal | Finale        | Finale        | Rang |
| Athleten      | Wettbewerb       | Gegner               | Ergebnis             | Gegner               | Ergebnis             | Gegner                   | Ergebnis                 | Gegner                      | Ergebnis                    | Gegner                              | Ergebnis                            | Gegner        | Ergebnis      | Gegner                             | Ergebnis                           | Gegner        | Ergebnis      | Rang |
| ------------- | ---------------- | -------------------- | -------------------- | -------------------- | -------------------- | ------------------------ | ------------------------ | --------------------------- | --------------------------- | ----------------------------------- | ----------------------------------- | ------------- | ------------- | ---------------------------------- | ---------------------------------- | ------------- | ------------- | ---- |
| Männer        |                  |                      |                      |                      |                      |                          |                          |                             |                             |                                     |                                     |               |               |                                    |                                    |               |               |      |
| Juan Postigos | Klasse bis 60 kg | Elio Verde           | 0001:100             | ausgeschieden        | ausgeschieden        | ausgeschieden            | ausgeschieden            | ausgeschieden               | ausgeschieden               | ausgeschieden                       | ausgeschieden                       | ausgeschieden | ausgeschieden | ausgeschieden                      | ausgeschieden                      | ausgeschieden | ausgeschieden | 33   |

### Leichtathletik
Laufen und Gehen
| Athleten        | Wettbewerb       | Vorlauf     | Vorlauf | Halbfinale | Halbfinale | Finale        | Finale        | Rang |
| Athleten        | Wettbewerb       | Zeit        | Rang    | Zeit       | Rang       | Zeit          | Rang          | Rang |
| --------------- | ---------------- | ----------- | ------- | ---------- | ---------- | ------------- | ------------- | ---- |
| Frauen          |                  |             |         |            |            |               |               |      |
| Wilma Arizapana | Marathon         | –           | –       | –          | –          | 2:35:09 h     | 55            | 55   |
| Inés Melchor    | Marathon         | –           | –       | –          | –          | 2:28:54 h     | 25            | 25   |
| Gladys Tejeda   | Marathon         | –           | –       | –          | –          | 2:32:07 h     | 43            | 43   |
| Männer          |                  |             |         |            |            |               |               |      |
| Mario Bazán     | 3000 m Hindernis | 8:51,95 min | 36      | –          | –          | ausgeschieden | ausgeschieden | 36   |
| Raúl Pacheco    | Marathon         | –           | –       | –          | –          | 2:15:35 h     | 21            | 21   |

### Rudern
| Athleten         | Wettbewerb | Vorlauf     | Vorlauf | Hoffnungslauf | Hoffnungslauf | Viertelfinale | Viertelfinale | Halbfinale  | Halbfinale | Finale      | Finale | Rang |
| Athleten         | Wettbewerb | Zeit        | Rang    | Zeit          | Rang          | Zeit          | Rang          | Zeit        | Rang       | Zeit        | Rang   | Rang |
| ---------------- | ---------- | ----------- | ------- | ------------- | ------------- | ------------- | ------------- | ----------- | ---------- | ----------- | ------ | ---- |
| Männer           |            |             |         |               |               |               |               |             |            |             |        |      |
| Víctor Aspíllaga | Einer      | 7:13,79 min | 5       | 7:10,54 min   | 3             | –             | –             | 7:53,76 min | 2          | 7:35,88 min | 3      | 27   |

### Schießen
| Athleten        | Wettbewerb | Qualifikation | Qualifikation | Finale        | Finale        | Ringe | Rang |
| Athleten        | Wettbewerb | Ringe         | Rang          | Ringe         | Rang          | Ringe | Rang |
| --------------- | ---------- | ------------- | ------------- | ------------- | ------------- | ----- | ---- |
| Männer          |            |               |               |               |               |       |      |
| Nicolás Pacheco | Skeet      | 109           | 32            | ausgeschieden | ausgeschieden | 109   | 32   |

### Schwimmen
| Athleten      | Wettbewerb          | Vorlauf     | Vorlauf | Halbfinale    | Halbfinale    | Finale        | Finale        | Rang |
| Athleten      | Wettbewerb          | Zeit        | Rang    | Zeit          | Rang          | Zeit          | Rang          | Rang |
| ------------- | ------------------- | ----------- | ------- | ------------- | ------------- | ------------- | ------------- | ---- |
| Frauen        |                     |             |         |               |               |               |               |      |
| Andrea Cedrón | 400 m Freistil      | 4:24,18 min | 33      | ausgeschieden | ausgeschieden | ausgeschieden | ausgeschieden | 33   |
| Männer        |                     |             |         |               |               |               |               |      |
| Mauricio Fiol | 200 m Schmetterling | 1:59,02 min | 25      | ausgeschieden | ausgeschieden | ausgeschieden | ausgeschieden | 25   |

### Segeln
Fleet Race
| Athleten       | Wettbewerb   | Qualifikation | Qualifikation | Medal Race    | Medal Race    | Punkte | Rang |
| Athleten       | Wettbewerb   | Punkte        | Rang          | Punkte        | Rang          | Punkte | Rang |
| -------------- | ------------ | ------------- | ------------- | ------------- | ------------- | ------ | ---- |
| Frauen         |              |               |               |               |               |        |      |
| Paloma Schmidt | Laser Radial | 351           | 39            | ausgeschieden | ausgeschieden | 351    | 39   |

### Taekwondo
| Athleten    | Wettbewerb       | Achtelfinale | Achtelfinale | Viertelfinale | Viertelfinale | Halbfinale    | Halbfinale    | Hoffnungsrunde Halbfinale | Hoffnungsrunde Halbfinale | Hoffnungsrunde Finale | Hoffnungsrunde Finale | Finale        | Finale        | Rang |
| Athleten    | Wettbewerb       | Gegner       | Ergebnis     | Gegner        | Ergebnis      | Gegner        | Ergebnis      | Gegner                    | Ergebnis                  | Gegner                | Ergebnis              | Gegner        | Ergebnis      | Rang |
| ----------- | ---------------- | ------------ | ------------ | ------------- | ------------- | ------------- | ------------- | ------------------------- | ------------------------- | --------------------- | --------------------- | ------------- | ------------- | ---- |
| Männer      |                  |              |              |               |               |               |               |                           |                           |                       |                       |               |               |      |
| Peter López | Klasse bis 68 kg | Damir Fejzić | 3:5          | ausgeschieden | ausgeschieden | ausgeschieden | ausgeschieden | ausgeschieden             | ausgeschieden             | ausgeschieden         | ausgeschieden         | ausgeschieden | ausgeschieden | 11   |